# Metalurgia proszków
Metalurgia proszków – metoda wytwarzania przedmiotów z proszków metali bez topienia ich. Oddzielne cząstki proszków łączą się ze sobą w jednolitą masę podczas wygrzewania silnie sprasowanych kształtek w atmosferze redukującej lub obojętnej. Proces metalurgii proszków jest ekonomiczną metodą wielkoseryjnej produkcji elementów o niewielkich prostych kształtach, w wyniku której uzyskuje się w pełni zwarte sprasowane komponenty. Technologia ta umożliwia uzyskanie jednorodnej mikrostruktury wolnej od niemetalicznych wtrąceń i defektów. 
Produkty metalurgii proszków charakteryzują się wyjątkowymi właściwościami mechanicznymi i odpornością na zużycie, dzięki czemu znajdują szerokie zastosowanie w różnych branżach, takich jak m.in. przemysł lotniczy i kosmonautyczny, przemysł drzewny (zęby pił) itp.
Metodami metalurgii proszków wytwarzamy:
- przedmioty z metali trudno topliwych jak np. wolfram, molibden, tantal, iryd,
- spieki metali i niemetali wykazujących znaczne różnice temperatury topnienia jak np. materiały na styki elektryczne z wolframu i srebra, szczotki do maszyn elektrycznych z grafitu i miedzi,
- materiały porowate na łożyska samosmarujące,
- materiały, które w stanie ciekłym są gęstopłynne i trudne do odlewania jak np. materiały na specjalne magnesy trwałe.

Korzyści wynikające z zastosowania metalurgii proszków w zastępstwie konwencjonalnej metalurgii:
- można otrzymać materiały których innymi metodami wytworzyć się nie da,
- własności fizyczne i chemiczne otrzymanych wyrobów można regulować w szerokim zakresie,
- można uzyskać materiał o określonej, zaprojektowanej i wolnej od segregacji strukturze, o kontrolowanej niejednorodności lub o kontrolowanej anizotropii,
- porowatość i przepuszczalność wyrobów może się zmieniać w szerokich granicach.

Metody wytwarzania proszków dzielimy na 5 podstawowych grup, od których zależny jest kształt proszku, a co za tym idzie własności w późniejszych procesach prasowania i spiekania:
- mechaniczne (mielenie, kruszenie, rozbijanie)
- fizykomechaniczne (rozpylanie, granulacja)
- fizyczne (odparowanie i kondensacja)
- fizyko-chemiczne (redukcja tlenków i innych związków, dysocjacja tlenków i innych związków, samorozpad)
- chemiczne (zol-żel, elektroliza stopionych soli lub roztworów wodnych soli)

W metalurgii proszków surowcami są proszki różnych metali, stopów, proszki niemetaliczne.